# 皮加山
20°5′S 68°46′W / 20.083°S 68.767°W
皮加山（Piqa），是南美洲的山峰，位於玻利維亞和秘魯接壤的邊境，處於烏尤尼鹽沼以西，東北面是查亞科略山，屬於安第斯山脈的一部分，海拔高度5,038米。